# バトルフィールド4
『バトルフィールド 4』（Battlefield 4, 略称：BF4）は、2013年発売のスウェーデンのファーストパーソン・シューティングゲーム (FPS) である。EA Digital Illusions CE製作。エレクトロニック・アーツ販売。
バトルフィールドシリーズの第10作目。2020年の架空の米中戦争をテーマとしており、キャンペーンモードでは前作『バトルフィールド3』の6年後にあたり、『バトルフィールド2042』の22年前が舞台となる。

## 概要

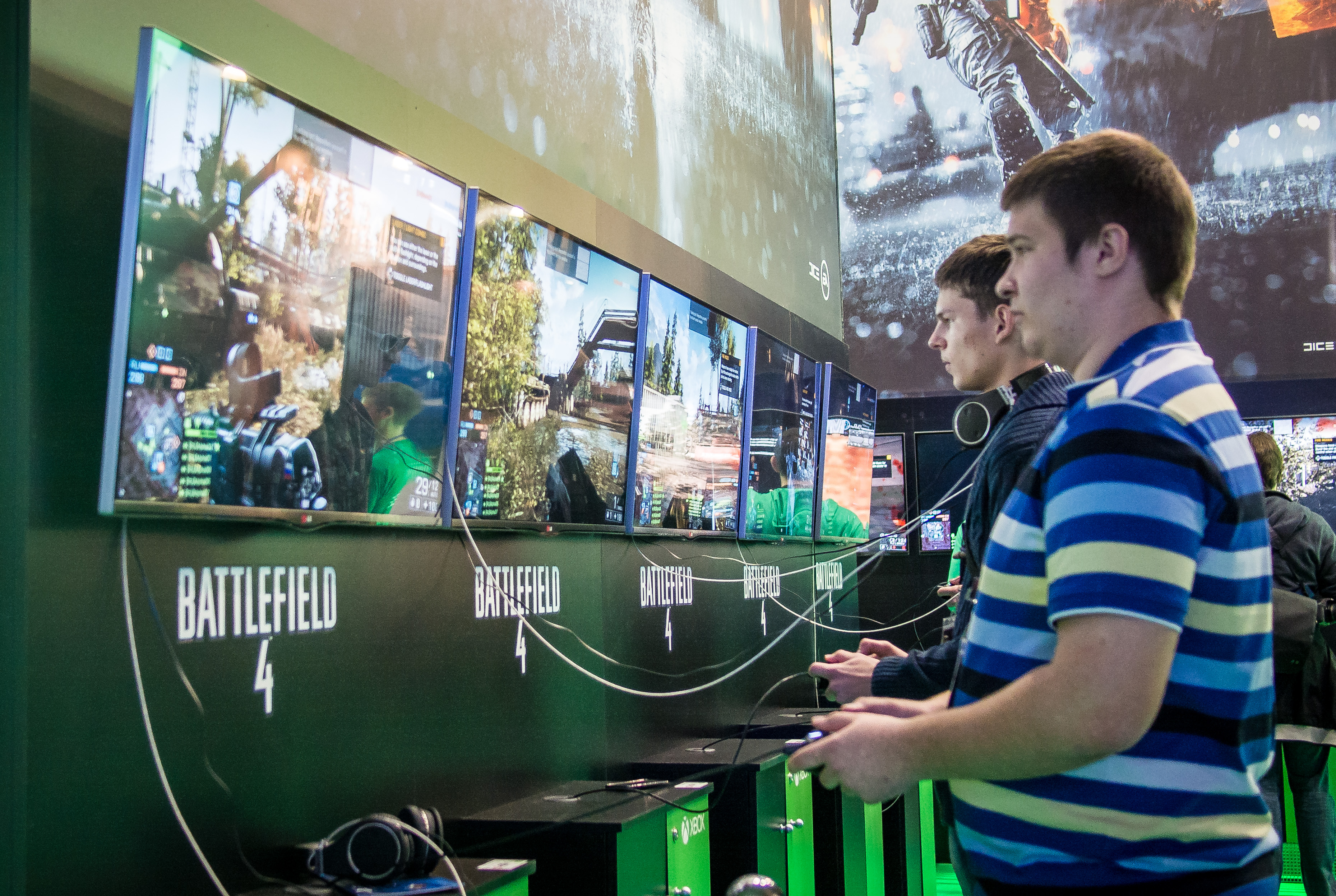
Xbox版のバトルフィールド4をプレイしているプレイヤー。

先行発売された現行コンシューマ版の予約特典には、次世代機版を有料でダウンロード可能なプロダクトコードが付属している。コンシューマ版の日本語版の発売日は当初2013年10月31日であったが、発売日延期によって1週間後の11月7日に発売となった。PlayStation 4とXbox Oneの日本語版は本体と同時に発売された。
COOPモードは廃止され、タイトル画面においてマルチプレイの項目があるなど、マルチプレイに力を入れている。今作では、外部の端末からバトルログにアクセスすることで、装備のカスタマイズやサーバー検索、ランキング閲覧などが可能となった。

## シングルプレイ
アゼルバイジャンで行われた秘密作戦により、アメリカ軍は亡命中のロシア軍人から、中国海軍の過激派チャン提督が大規模クーデターを計画しており、その背後にはロシアの存在があるという情報を得る。時を同じくして、平和的発展を主張し中国の次期リーダーとして期待されていた人物、ジン・ジエが暗殺されかける。その背後には、アメリカの存在があったと疑われはじめたことで米中関係は急速に悪化、各地で混乱が発生する。
さらには、チャン提督により選挙が中止され、中国全土に戒厳令が敷かれたことにより中国の政治情勢は混乱の極みへと至る。これを受けてアメリカ・ロシアの両海軍が南シナ海に展開。激しい睨み合いが行われ、一触即発の状態となり、ついにはシンガポール沖にて第7艦隊が壊滅。ここに至り、大規模な戦乱が世界規模で始まる。
プレイヤーは、精鋭特殊部隊トゥームストーン部隊の隊員、ダニエル・レッカー軍曹として、任務にあたることになる。

### 登場人物

#### トゥームストーン部隊
レッカー/Daniel Recker
海兵隊隷下の特殊部隊トゥームストーンに所属。階級は軍曹（Sgt）。キャンペーンにおいてプレイヤーが操作する主人公キャラクター。ダンの死亡後は彼が生前に考えていた「自分に何かあった時のための後任」としてギャリソンから隊の分隊長を任される。なお、作中では一切台詞が存在しないが、Mission1 BAKUの序盤でレッカー軍曹が勢いよく扉を閉めるシーンで、SCAR-Hの空になった弾倉を確認した後に囁くように「...fuck」と言っている。初期装備はSCAR-Hであり、ダンの死亡後は彼に譲り受けたM412 REXをサイドアームとして常用している。
本作のパッケージ及びタイトル画面に映る海兵隊員は彼である。
アイリッシュ/Kimble Irish Graves
声優：Michael K. Williams/吹き替え声優：鈴木正和
ニューヨーク市出身の黒人隊員。既婚者で3児の父。兵士としての経験は豊富だが、直情的な傾向が見られるときがある。上海での事件後、難民となった上海市民数百名を独断で母艦に連れ帰るなど情には厚いが、そのためにとった行動が裏目に出て、味方に恨まれることもある。
M249をはじめ、軽機関銃を主に使用する。
2042年には海兵隊を退役しており、ノーパットの船舶、｢エクソダス｣号で息子と暮らしながら指揮官を務めており、マルチプレイヤーにはスペシャリストとして登場する。
パック/Clayton Pakowski
声優：Andrew Lawrence
トゥームストーンの白人隊員。トゥームストーンでの戦歴は隊の中で最も短く、会敵時に過剰に緊張するなどの未熟な面がある一方で、感情的になるアイリッシュを諭すといった常識人の一面も見られる。施錠された扉の開錠を得意とする。
戦闘救命士の訓練は受けているもの、ハンナのように医療措置を行うことは得意ではない模様である。
シンガポールでのミッション中に死亡したと思われたが実は生きており、USS ヴァルキリーに回収されて回復する。
MK.11 mod0を使用する。
『BF2042』のショートフィルムである『エクソダス』ではアイリッシュの子供を守るために敵兵士を狙撃し、その直後に彼に気づいたヘリの機銃掃射を受けて死亡した。
ダン/William Dunn
トゥームストーン部隊の分隊長。階級は二等軍曹。既婚者。バクーでのミッション中に工場の倒壊により瓦礫に右足を潰され、やむを得ず切断する。直後、追っ手のMi-28 ハヴォックの墜落に巻き込まれ、トゥームストーン部隊が乗った車が海へと転落した際にシートに挟まれ脱出できずに死亡する。仲間の安全を第一とし、そのための自己犠牲を厭わない。H&K HK416を使用する。また、サイドアームにM412 REXを装備しており、後に本人によりレッカーに譲られる。
コヴィック/Laszlo W. Kovic
声優：Thor Edgell
CIA局員。前作においてはブラックバーン軍曹を尋問するCIAエージェントとして登場。今作では、上海での諜報活動中にトゥームストーンへ合流する。バクーで死亡したダンの穴を埋める形で参加する。任務に忠実であるが、取り残された生存者を「救助している時間がない」などの理由をつけて見殺しにするなど、アイリッシュとは対照的に冷淡な一面も持っている。M4カービンを装備する。
南シナ海においてUSS ヴァルキリー甲板上で中国軍の攻撃ヘリからの攻撃によって重傷を受け、レッカーに隊を任せたのち死亡する。
本作リリース前に発売されたスピンオフ小説、Battlefield4：Countdown to Warでは、主人公として中国でのCIAの諜報活動を描いている。

#### アメリカ合衆国
ギャリソン/Garrison
声優：Patrick St. Esprit
USS ヴァルキリーの艦長。階級は大佐。中国の過激派チャン提督に関する情報を収集するため、トゥームストーン部隊をアゼルバイジャンへと派遣する。任務終了後、生還したレッカーたちにダンの遺志を伝えた上で、レッカーをトゥームストーン部隊長に任命する。東シナ海に展開中に中国で軍事クーデターが発生。EMP攻撃によって戦闘能力をほぼ無力化されるも、エジプト・イスマイリアに駐屯するアメリカ軍と合流するためマラッカ海峡を通過し、西を目指して航行を続ける。
グリーンランド/Greenland
タシュガルに駐屯していたアメリカ軍の女性指揮官。階級は少佐。言動が荒く、男勝りだが部下からの人望は厚い。ロシア軍の急襲を受け、事態を打開するためトゥームストーン部隊のダム破壊工作を支援する。

#### 中華人民共和国
ハンナ/黄書欹
声優：Jessika Van
中国国家安全部の女性工作員。民間人を装い、上海でコヴィックとともに夫と称する人物の護衛任務に就いていた。USS ヴァルキリー乗船後、トゥームストーン部隊に参加する。白いブッシュハットを着用し、P90で武装している。「ハンナ」とはコードネームであり、本名は黄書欹（フアン・シュイ）。
シンガポールでのミッション中に空港からの脱出に失敗し、中国軍に包囲されたため部隊を一時的に裏切り、レッカーとアイリッシュを中国の収容所に送還する。これは危機的状況を打破するための苦肉の策であったが、このことでアイリッシュからは反感を買う。幼少期にチャンの部隊に家族を殺害された過去を持っており、チャンに恨みを抱いている。
『BF2042』のショートフィルム『エクソダス』時点ではアイリッシュとパックが生存していることから、正史ではキャンペーン終盤の戦艦爆破は彼女が行い死亡したと思われる。
チャン・ウェイ/張偉
中国人民解放軍海軍の上将（大将）。中国国内で過激な言動を繰り返す危険人物としてCIAからマークされていた。上海においてジン・ジエを暗殺したのち、国民に向けた重大声明にてジン・ジエの死亡に米国が関与していると発表して全土に戒厳令を発令し、1級戦備態勢へと移行する。秘密裏にロシアと協力し、自国の被害をも厭わないEMP攻撃によりアメリカ海軍太平洋軍を壊滅に追い込む。
レッカーらを拷問してジン・ジエの暗殺失敗を知り、スエズ運河にて彼の乗るUSS ヴァルキリーごと葬ろうと企む。
ジン・ジエ/金傑
声優：Alain Uy
中国の次期国家主席候補として名をあげていた人物。「銃を捨てれば、自ずと相手も捨ててくれる」というガンジー主義にも似た平和的な思想を持っていたために過激派のチャン提督に命を狙われており、上海にて特殊部隊の襲撃を受けて負傷し、中国安全部及びCIAによって保護されていた。トゥームストーンの支援を受けて上海を脱出する直前に中国兵により狙撃され、生死不明の状態に陥る。このクーデターによって選挙が強制的に中断させられ、中国全土で暴動が発生する。
実際は暗殺を免れており、ハンナが夫と称する人物その人であった。上海で瀕死の重傷を負うが、USS ヴァルキリー内での治療で回復する。本人であると分かるとチャン提督隷下の中国兵に握手を求められるほど人望の厚い人物である。

#### その他
ホーキンス/Hawkins
バクーでのミッション中、トゥームストーンの航空支援を行うUH-1Y ヴェノムの女性パイロット。任務中のコールサインは「ファイアバード2-1」。Mi-28 ハヴォックの攻撃により、工場の倒壊に巻き込まれて墜落死する。パックによると同乗していたクルーも全員死亡したとのことである。
前作の『BF3』にもプレイヤーキャラクターとして同名の女性パイロットが登場するが、同一人物かは不明。
ディマ/Dimitri Mayakovsky
声優：Pasha Lychnikoff/吹き替え声優：間宮康弘
中国高地の収容所でレッカーと同じ牢獄に収監されていた謎のロシア人。その正体は前作にも登場した元スペツナズのエージェント、ディミトリ・マヤコフスキーである。収監されていた理由は不明。前作の核爆弾被爆による影響か、前作に比べかなり痩せている。
レッカーらとともに収容所を脱出しようとするが、Z-11Wの銃撃を受けたゴンドラが谷に落下し、その際に死亡する。

### ステージ
Baku（バクー）
亡命ロシア人による中国の過激派チャン提督の情報を入手するため、トゥームストーン部隊はアゼルバイジャン・バクーに派遣されるが、ロシア軍特殊部隊による強襲を受ける。
発売前の公式動画では「Fishing in Baku」というミッション名が付されていたが、製品版では動画と異なって「バクー」の地名のみとなっている。
Shanghai（上海）
次期国家主席候補のジン・ジエが中国軍部に上海で暗殺され、上海は混乱に陥る。戒厳令が敷かれるなか、あるVIPとその妻の市外脱出をサポートするため、トゥームストーンが派遣される。
VIPの市外脱出を成功させるが、一行の帰路、大規模なEMP攻撃に遭遇する。
South China Sea（南シナ海）
数百名の上海市民とともに脱出した一行は、母艦であるUSS ヴァルキリーに乗艦する。USS ヴァルキリーは、難民を南シナ海に展開中の第7艦隊に引き渡すため空母USS タイタンと合流するが、無残な姿のUSS タイタンを目の当たりにする。
製品版発売前に配信された公式プレイ動画では「Angry Sea/怒海狂涛」というミッションタイトルがつけられていたが、「バクー」同様、海域名のみとなっている。
Singapore（シンガポール）
中国軍による大規模な奇襲攻撃により第7艦隊が壊滅したとの報せを受け、USS ヴァルキリーはマラッカ海峡を通過し、西方へと撤退を開始する。しかし、中国占領下のシンガポールから飛来する中国軍機の脅威に晒されていた。トゥームストーンと新たに加わったハンナは、アメリカ海兵隊とともに台風が荒れ狂うシンガポールへと上陸し、基地化されたチャンギ空港の制圧作戦を敢行する。
Kunlun Mountain（崑崙山脈）
ハンナの裏切りにより、レッカーとアイリッシュは中国高地の収容所に連行される。同じ監房に収監されていた謎のロシア人ディマと協力しながら、囚人の反乱を引き起こし、脱出を図る。
Tashgar（タシュガル）
収容所を脱出して2日後、中国西域の都市タシュガルに赴いた一行は、この地に進駐してきたロシア軍と遭遇する。圧倒される現地駐留米軍と協力しながら、上流のダム破壊工作を開始する。
なお、本ミッションの舞台である「タシュガル(Tashgar)」は新疆ウイグル自治区カシュガル地区(Kashgar)がモデルとなっており、作中で唯一架空の地名となっている。
Suez（スエズ運河）
スエズ運河上流西岸のイスマイリアの米軍と合流するため、撤退していたUSS ヴァルキリーは運河内へと進入するが、中国軍がすでに運河の北岸を制圧しており、上流にはチャン提督の乗る艦艇が進路を阻むように待ち伏せしていた。トゥームストーンはC4爆薬を使いチャン提督の艦艇を沈めようとするが、起爆する段階でC4爆薬の信管が故障する。

## マルチプレイ
PC・Xbox One・PS4版での対戦人数は64人（+2人）、先行発売されたコンシューマ版（PS3・Xbox 360）は前作同様24人（+2人）となる。
今作ではアメリカ海兵隊（US）とロシア陸軍（RU）に加え、3つ目の勢力として中国人民解放軍陸軍（CN）が追加された。

### 前作からの変更・追加点
射撃演習場
マルチプレイに追加されたモードの1つ。文字通りアンロックした武器・ガジェットの射撃や各種車両・航空機・ボートなどが練習用に配置される。このモードでは敵プレイヤーなどが存在しないが、標的用の無人航空機や敵の装甲車などが配置され、射撃訓練用のマンターゲットも配置されている。
オブリタレーション
マップ内にランダムに配置された1つの爆弾を入手し、それを相手の拠点に持ち込んで破壊するルールのゲームモード。拠点が破壊されてからしばらくすると、再度爆弾がマップのランダムな位置に配置される。チームの拠点は3つあり、先にすべての拠点を破壊されたチームの負け。爆弾を持ったプレイヤーの位置は常に敵のミニマップにも表示されるようになるため、味方による護衛が必要となる。
デヒューズ
少人数のチームが攻守側に分かれ、攻撃側は防衛側のM-COMを破壊し、防衛側は攻撃側を全滅させれば勝利となる。本モードでは味方の蘇生・リスポーンができず、全滅した時点で相手の勝利となる。ラウンド制となっており、どちらかのチームが勝利すると次のラウンドへ移行する。全6ラウンド。
レボリューション
各マップの環境を劇的に変化させるオブジェクト。時間経過によって天候が変化したり、特定の箇所を破壊することによって建物の崩壊などの効果がある。
ただし、チームデスマッチやドミネーションなどの車両配置がない、もしくはマップが小さいモードではレボリューションは発生せず、ラッシュでは特定のM-COMが爆破されると自動的に発生する。
バトルピックアップ
各マップにランダムに設置された強力な携行兵器。アンロックでは入手できないグレネードランチャーやロケットランチャー・対物ライフルなどがあり、任意で入手可能。配置されるガジェットはどれも高威力・高性能だが携行弾数は少なく、弾薬箱などでの弾薬補給はできない撃ち切り仕様となっている。
バトルパック
アンロックによって入手することができるアイテム。ブロンズ・シルバー・ゴールド・プラチナの4種類があり、中にはランダムで複数のアタッチメントやガジェットが入っている。拡張パックの購入特典として付属しているものもある。
フィールドアップグレード
ラウンド開始時はLv.1の状態から始まり、ゲージが上昇していくたびに選択した弾薬携行数増加やダメージ軽減などの技能が解放される。分隊長の指示に従うことや分隊リスポーンによって上昇するが、分隊が全員死亡した状態になるとゲージが下降する。
スペクテーターモード
観戦者として、ゲームの対戦には参加せず対戦状況を観戦する。フリーカメラの他、任意のプレイヤー視点での観戦が可能。PS3版・Xbox 360版には未実装。
コマンダーモード
チームの司令官として特殊な画面で戦闘に参加する。マップ上での自軍プレイヤーの位置が表示され、無人航空機を用いることで敵プレイヤーの位置を自分のみならず自軍のすべてのプレイヤーのHUDに表示させることができるほか、車両や支援物資を投下しての戦闘支援など自軍の戦闘のサポートを行うことも可能。条件を満たすことでトマホークミサイル・EMP・ガンシップなどを扱うこともできる。ランク10以上から使用可能となる。
ナイフカウンター
前作ではナイフ攻撃されると無条件で死亡する設定だったが、今作では正面からの攻撃に限り、攻撃モーションに入った瞬間に特定のボタンもしくはキーを入力することで返り討ちにすることができる。
艦艇の充実
前作では海上兵器としては1種類のボートしかなかったが、今作ではボートの種類が増加しており、搭載兵器・性能も多種多様になっている。
水中の行動
前作では水中に入った場合一定の速度でしか移動できず、無防備であったが、今作ではより速く泳ぐことができるほか、潜水・サブウェポンの使用が可能となっている。
リーン
建物の壁などの遮蔽物から敵を狙う際、上半身のみのり出すことで、より素早く安全に狙える機能が追加されている。
マップ内オブジェクトの充実
マップ内の各所に配置された特定のオブジェクトはコマンド入力によって作動し、時には戦況に有利に働くこともある。オブジェクトの種類はシャッターの開閉やIEDの起爆・車両止めの起動など多岐に渡る。
兵器の状態異常
戦車や航空機を操作中に一定以上のダメージを受けると、状態異常に陥る場合がある。「低出力」「出火」「致命的ダメージ」「ローターオフライン」など複数種類あり、画面上に警告音とともに表示される。状態異常は基本的に時間経過で回復するが、異常発生中は急激に兵器の耐久値が減少するほか通常時よりも機動性や操作性が低下する。なお、敵車両にダメージを与えて状態異常にした側のプレイヤーには「乗り物無力化」が表示される。また、今作では車両に与えたダメージ量が攻撃ヒット時に随時表示されるようになった。
XPブースト
バトルパックで入手できるオプションの1つで、使用するとブーストの種類に応じて制限時間1時間の内にマルチプレイで獲得したスコアが倍増する。25%・50%・100%・200%の4種類があり、数字が大きいほど入手頻度は低い。加算されるスコアは試合終了時のリザルト画面で加算される。

### 兵科
兵科は基本的に『BF3』のシステムを引き継いでいるが、工兵のメインウェポンがカービンからPDWおよびSMGへと変更され、カービン・セミオートスナイパーライフル（DMR）は、全兵科で使用可能となった。
突撃兵（アサルト）
主武装はアサルトライフル(AR)。医療キットや除細動器を使用可能だが、医療キットは前作の何度でも使用可能な医療バッグと初期装備である応急処置パックの2種類が存在し、後者は1回使用すると消滅する仕様になっており、体力が10ずつ最大まで回復していく。前者は何度回復しても消滅しないがアンロックが必要。衛生兵の役割を兼ねることになる。医療キットはアンダーバレルのグレネードランチャーやアンダーバレルショットガンと交換が可能。
工兵（エンジニア）
主武装はPDWおよびSMG。ロケットランチャーや対戦車地雷などで相手のビークルを攻撃したり、リペアツールで味方のビークルを修理できる。前作同様、遠隔操作でビークルの修理やラッシュモードにおけるM-COMへの爆弾設置/解除を行えるEODボット（爆発物処理用ロボット）が使用可能。
援護兵（サポート）
主武装はライトマシンガン(LMG)。弾薬箱は従来の使用回数無限の弾薬箱の他に初期装備である弾薬パックが登場し、後者は2弾倉分の弾薬を補給できるが、1回補給すると消滅する。前者の弾薬箱はアンロックが必要。アンロックでC4爆弾やクレイモア地雷などの設置系爆発物を扱える。アンロックにより迫撃砲も使用可能で、ミニマップの任意の地点を指定して支援砲撃を行える。また、今作で新登場の装備として、接近するロケット弾や砲弾などの飛来物を着弾する前に迎撃するMP-APSがアンロックで使用可能となった。
偵察兵（リーコン）
主武装はスナイパーライフル(SR)。敵兵を探知し、マップに表示させるモーションセンサーや所属する分隊のメンバーが利用できる復活ポイントを設置する無線ビーコンを使用できる。前作でも登場した遠隔操縦で飛行し敵地を偵察できるMAV（無人偵察機）が使用可能。今作では新たに初期装備でPLDが登場。単眼鏡型のデバイスで前作におけるソフラムのように標的をレーザーターゲッティングにて補足することができる。また、前作では援護兵しか扱えなかったC4爆薬とクレイモア地雷が使用可能となった。

### ゲームルール
コンクエスト
フィールド上の拠点を奪い合うモード。戦力ケージが無くなると敗北。戦力ケージに応じた「チケット」の残りがある限りは再出撃が可能。
ラッシュ
「攻撃陣営」と「防御陣営」の2つに別れて戦闘する。複数ある防衛目標（「M-COM」と呼ばれる端末）を全部破壊すれば「攻撃陣営」の勝利。「防御陣営」は「攻撃陣営」の戦力ケージを減らし、「チケット」をすべて無くせば勝利。
チームデスマッチ
敵の殲滅が勝利条件。先に規定のキル数に達したチームが勝者となる。なお、このモードではマップが縮小された専用マップとなり、車両類は一切出現しない。
分隊デスマッチ
4人分隊4個で戦闘する縮小版チームデスマッチ。IFVが一両出現し、確保された場合速やかに破壊しなければならない。
ドミネーション
一切の車両が登場しないコンクエストの近接戦闘モード。車両が配置されない分、マップが狭くなっている。
オブリタレーション
前述参照。
デヒューズ
前述参照。
エアー・シューペリオリティ
「China Rising」に収録されているゲームモード。このモードでは航空機のみ操作可能となり、他の車両や兵士でのプレイはできないといった空戦限定モード。ルールはコンクエストと同様、複数の阻塞気球の拠点を奪い合い、相手チームのチケットを0にしたチームが勝利となる。前作ではジェット戦闘機のみ使用可能だったが、今作では攻撃ヘリ限定のモードも存在する。
キャプチャー・ザ・フラッグ
「Second Assault」に収録されているゲームモード。自軍と敵軍の指定場所に配置されたフラッグを奪い合い、自軍の拠点までフラッグを回収するのが目的である。
キャリア・アサルト
「Naval Strike」収録のゲームモード。自軍の空母を守りつつ、敵の空母に対艦ミサイルなどでダメージを与えていき、最終的には空母を強襲・制圧することが目的。自軍の空母に敵が侵入した場合は、空母に戻って敵を殲滅する必要がある。コンクエストのようにマップ内の拠点を奪い合い、確保した拠点からは確保している間、拠点内に設置された対艦ミサイルが15秒間隔で敵陣に発射され、一発につき1%のダメージを与えられる。ダメージゲージが50%を超えると空母内へ侵入が可能となり、2つのM-COMを破壊することになる。
『バトルフィールド2142』のタイタンモードにインスパイアされたモードでもある。
チェイン・リンク
「Dragon's Teeth」収録のモード。コンクエストのように複数ある拠点を確保し、拠点同士を隣接するように確保すると拠点間で「リンク」が生じる。リンクしている2つの拠点を片方でも占領されるとリンクは消滅する。リンク数が多いほど相手チームのチケットの減少速度が速くなり、ラウンド終了時にチケットが多いチームが勝利となる。
ガンマスター
『BF3』の拡張パックに収録されていたゲームモード。2015年5月26日の「Weapon Crate Pack」にて追加された。プレイヤーは最初に弾数無制限の特定の武器を持ち、敵プレイヤーを倒していくことで武器が自動的に変わっていく。ピストルやSMG・ショットガンなどと続き、最終的にはナイフ（つらら）のみとなる。最も早くナイフに到達して規定数の敵を倒したプレイヤーが出現した時点でゲームは終了する。
今作ではそれぞれ使用できる武器に制限があるモードがあり、「スタンダード」「クラシック」「ピストル」「DLC」「Troll」の5種類からプレイできる。

### 基本マップ
Siege of Shanghai（上海包囲）
上海市黄浦区の市街地を舞台に、米中両軍が衝突する。黄浦江に注ぐ中央の川を挟んでマップが二分されており、東側にはショッピングアーケード、西側には地下街や高層マンションなどがある。製品版発売前のオープンベータ版で唯一使用できたマップでもある。マップ中央にそびえるテレビ局は一階部分の支柱を4本破壊することによって倒壊する（このマップのレボリューション要素でもある）。
Lancang Dam（ランツァン・ダム）
中国南西部、ラオスとの国境に位置し、メコン川に注ぐ巨大なダム。川によって両陣営が分かれており、中央には小島がある。ダム直下には水力発電所や研究施設が存在する。ダムに爆発物などで一定のダメージを与えることで崩壊し、地形が変化するとともにステージ内の電力供給が絶たれる。なお、ランツァン（瀾滄）とは、メコン川上流域の中国側名称であり、本ダムのモデルとなっているのは中国雲南省に実在する小湾ダム。
Zavod 311（311号工場）
ロシアの廃工場とその周囲の森林地帯が舞台。東側には掩蔽壕や集合住宅、中央に製造工場と運搬用線路などがあり、冷戦時代に放棄された未完成のT-54がいたるところに放置されている。マップタイトルの「Zavod/Завод」とはロシア語で「工場」の意。
レボリューション要素は、工場のミサイル弾頭爆発と、それによる煙突倒壊。
Hainan Resort（海南リゾート）
中国海南省沿岸のリゾート地が舞台。沿岸部に沿ってバンガローや別荘風の建造物が目立つほか、西側には座礁した貨物船がある。レボリューション要素は、リゾートホテルの炎上・倒壊および特定部位を狙撃することで爆発する座礁船。また、引火させることで一定時間炎上する石油が、マップ各所に散らばっている。
2014年9月30日の大型アップデートにより、かねてより問題となっていたラッシュ時のビークルなどのバランスが改善され、開始直後のアメリカ軍の上陸地点である港付近も岩礁などの遮蔽物が追加された。
Flood Zone（洪水地帯）
河川の氾濫によって洪水が発生している中国の市街地とその周囲の緑地公園。東西に長いマップで、南側にはハイウェイが存在する。堤防を破壊すると水が市街地にさらに流入し、水位が上昇する。住宅街の屋上が主な戦場となるが、階下の部屋や路地など高低差のある戦闘が展開される。
2014年9月30日の大型アップデートにより、マップの構造が大幅に変更された。これによりラッシュでのアメリカ軍のベースが東側の緑地公園ではなく、マップ西側の立体駐車場付近に変更されたほか一部のM-COMの配置も変更された。
Dawnbreaker（暁の破壊者）
香港ビクトリア・ハーバーの高層ビル群が立ち並ぶ市街地で戦闘が展開される。北東から南西方向にメインストリートが走り、その周囲にバス停や病院、米国大使館などの拠点がある。レボリューション要素は、道路地下のガスパイプを爆破することで変形するマップ中央の道路付近の地形および、時間経過によって夜が明けることである。
Rogue Transmission（ローグ・トランスミッション）
中国の巨大通信施設。巨大なパラボラアンテナが存在し、外周部のケーブルを破壊するとレシーバーと支柱が崩壊・落下し、アンテナが地面に陥没する。建設中の建造物が多くあり、未だ完成には至っていない模様。窪地状の広大なマップを舞台に中露両軍が交戦する。
モデルとなっているのは、貴州省に実在する500メートル球面電波望遠鏡。
Palacel Storm（パラセル・ストーム）
パラセル諸島（西沙諸島）を巡る戦闘が繰り広げられる。複数の小島から構成されるマップであり、北側にはドッグヤード・通信塔などが存在し、南側では空母が難破している。時間経過で島周囲の天候が劇的に変化するほか、コンクエストでは海上に設置された風力発電機を破壊することでアメリカ海軍のアーレイ・バーク級ミサイル駆逐艦がマップ中央の島に強行突入する。なお、「パラセル」とは「西沙諸島」の英名である。
Golmud Railway（ゴルムド鉄道）
中国西部青海省の平原地帯。マップ中央には青蔵鉄道が走っている。マップの北半分には集落や民家が点々としている。コンクエストでは珍しい「移動する拠点」があるほか、ステージ各所にスイッチで爆破可能なIEDがあらかじめ設置されている。
Operation Locker（ロッカー作戦）
崑崙山脈に位置する中国の収容所。東西に長く、屋内戦がメインのマップ。円形の監視塔を中心に東側は食堂や搬入倉庫など大きなフロアがあり、西側は主に独房などの収容スペースになっている。一定量の爆発物を使うことで中央の監視塔が崩壊する。高地のため、所外は積雪がみられる。

### 追加マップ
追加マップは、拡張パックをダウンロードすることによって使用可能となる。
China Rising
舞台は中国本土の各地。ロシア軍は登場せず、米中両軍による衝突が展開される。なお、チャイナライジングではどのマップでもレボリューション要素が存在しない。
コンクエストに限り、特定の拠点にあるコントロールセンターから爆撃機を要請することが可能。
Silk Road（シルクロード）
中国西域のゴビ砂漠。非常に見通しが良く、大規模な車両戦闘が可能。中国軍の大規模な陸軍基地を中心に、小規模な営舎が点在するほか至る所にゲルが散見される。ところどころに撃破されたアメリカ軍のM1エイブラムスが、一部の拠点では99式戦車やヴェノムの残骸がある。開発中に、レボリューション要素として砂嵐が発生するという構想があったが、製品版では各所のIED敷設に留まっている。
Altai Range（アルタイ山脈）
中国・ロシア・モンゴル・カザフスタンの4国が交わる山岳地帯。中国軍の天候観測施設とその周辺の集落や営舎を舞台に米中両軍が戦闘を展開する。マップ開発中には天候観測基地の倒壊や、吹雪が発生するというレボリューション要素が存在した。
Guilin Peaks（桂林連山）
中国桂林の川沿いの農村部が舞台。特徴的なタワーカルストが乱立し、周囲には農村のほか観光化された洞窟も存在する。棚田などのゆるやかな高低差が多いほか、嶺南地方特有の高温多湿な植物相が見られる。
Dragon Pass（龍の道）
夕方の中国華南の農村地帯。沼地や複雑に入り組んだ浅瀬の川が多く存在する。マップ全体にさほど高低差はなく、なだらかな地形であるが、「Guilin Peaks」のようなタワーカルストが多数存在しているため見通しは良くない。『BF2』に登場した「Dragon Valley」にインスパイアされたマップとなっている。開発初期において、モンスーンによるマップ内の洪水がレボリューション要素として設定されたが、製品版では削除されている。
Second Assault
前作に登場したマップのアレンジが登場。DLCタイトル「Second Assault（第二次攻撃）」の通り、前作での戦闘後の各地を描いており、オブジェクトの残骸や新たに設置された建造物などが存在する。中国軍は登場せず、米露両軍による戦闘が繰り広げられる。
Operation Firestorm 2014（炎の嵐作戦2014）
イランのアーザーデガーン油田。砂漠の中に油田の精製施設や倉庫が存在する。各所に配置されたバルブを破壊することで炎が噴き出す。なお、『BF3』のものとはマップが南北逆になっている。
Gulf Of Oman 2014（オマーン湾2014）
『BF2』から登場している人気マップ。オマーン湾を望む広大な砂漠と海に挟まれた開発中の市街地がある。マップ南西沖の海上に米軍のワスプ級強襲揚陸艦が停泊しており、それに面した海岸では米軍の上陸作戦が行われたとおぼしき残骸が残されている。レボリューションにて時間経過で砂嵐が発生し、視界不良となる。
Caspian Border 2014（カスピ海国境2014）
『BF3』に登場したマップ。フェンスで囲われていただけだった前作の国境線が監視塔の付いたコンクリート製の高い壁になったほか、アンテナが新たに丘の上に設置されている。レボリューション要素は丘の上に建設されたアンテナの爆発・倒壊とそれによる国境線の破壊である。
Operation Métro 2014（地下鉄作戦2014）
『BF3』に登場したマップ。フランス・パリ中心部の地下鉄駅およびその周辺マップ。地下鉄構内の一部が水没しており、事故を起こしたままの車両が放置されている。木の板で補修されている天井は支柱を破壊することで崩落する。前作になかったエレベーターや新たな連絡通路が設置されている。
Naval Strike
海上での戦闘に重きを置いたマップで舞台は南シナ海の諸島である。ロシア軍は登場せず、米中両軍による交戦がなされる。
Lost Islands（失われた島）
南シナ海上に存在する密集した複数の小島から成るマップ。マップの中央には旅客機の墜落現場があり、本マップのレボリューション要素として、機体が爆発する。
Nansha Strike（南沙侵攻）
南沙諸島を舞台に米中両軍が激しく衝突する。島内には中国軍の軍事施設が立ち並ぶ。マップ中央の密集した3つの島とその周囲を囲む大小9つの環礁からなる。
Wave Breaker（波を砕く者）
多くの岩礁から成る島のマップ。キロ型潜水艦の造船所が存在し、所内での屋内戦も展開される。レボリューション要素は、建造中の潜水艦の落下。
Operation Mortar（臼砲作戦）
地形の起伏と浅瀬の多い海が特徴的なマップ。丘の上には廃墟化した古城がそびえ立っており、旧式の大砲が残されている。
Dragon's Teeth
戦火が拡大したアジア各国の建物の密集した大都市が舞台であり、市街戦に特化した内容となっている。米中両軍による衝突が繰り広げられる。
Lumphini Garden（ルンピニー・ガーデン）
タイ王国のバンコクパトゥムワン区に存在する広大なルンピニー公園と周辺の市街地を舞台に米露両軍が交戦する。公園横にはサラデーン駅とIEDが敷設された鉄道の高架がある。レボリューション要素は水道管破裂による土砂崩れとIED起爆による高架の寸断。
Pearl Market（真珠市場）
香港の露店街が舞台。「Flood Zone」に似た構造のマップであり、込み入った狭い路地や住宅の屋上など高低差のある戦闘が展開される。マップ西側には特徴的な中国銀行タワーが見える。マップタイトルは、香港の美称である「東洋の真珠（Pearl of the Orient）」に由来。
Propaganda（プロパガンダ）
冬の北朝鮮の首都平壌中区域を舞台に米中両軍が衝突する。マップ内には金日成像や主体思想塔・人民大学習堂など高層の建築物が乱立している。マップの南北を線路が通っており、一定時間おきに貨物列車が通過する。この貨物列車にビークルなどでぶつかると、1撃でビークルが破壊されてしまう。また、本マップでは航空機が一切配置されない。
Sunken Dragon（水底の龍）
日が傾くシンガポールの高層ビル群とその周囲が舞台となっている。マップの東西を分けるように川が存在し、川の上には「SEA DRAGON」なる水上中華レストランがある。レボリューション要素は水門操作による川の水位上下である。
Final Stand
ロシア北方地域が舞台となっており、『BF2142』への繋がりを匂わせる架空兵器がロシアの秘密兵器として数多く登場する。登場するマップの多くで、そうしたロシア軍の兵器開発施設での戦闘が繰り広げられる。
Giant of Karelia（カレリアの巨人）
ロシアとフィンランド国境に位置するカレリア地方が舞台となる。北東から南西に流れる川を挟んでマップが二分されている。同DLCのマップ中では比較的積雪が少ない。
Hammerhead（金槌頭）
シベリア地方の凍結した入り江が舞台。湖からそそぐ川が集落に入り組むように伸びている。マップ中央の山の内部には巨大な軍事施設が構築されている。川に張った氷は、破砕することで地上車両が通行不可能となる。
Hanger 21（ハンガー21）
ロシア軍の兵器研究施設が密集した地域での夜戦が展開されている。マップを見下ろすようにそびえる山脈にはマップタイトルの由来にもなっている巨大な兵器格納庫が山体内部に構築されている。格納庫内では『BF2142』に登場した空中艇「タイタン」が建造されている。
レボリューション要素は、端末操作によるタイタンのジェットエンジン点火テスト時に発生する爆炎と、格納庫の巨大な扉の開閉。
Operation Whiteout（ホワイトアウト作戦）
シベリアの雪原と地下の秘匿研究施設が舞台。マップ全体が積雪している。強烈なブリザードが吹き荒れる雪原で米露両軍が衝突する。「China Rising」の「Silk road」によく似た遮蔽物の少ない平原型マップであり、随所に地下のバンカーへの入り口が存在する。地上では車両戦、地下では近接戦が展開する。
本マップに限り、特定の地点にて「China Rising」のように爆撃機による火力支援要請が可能。
Night Operations
本作では初となる夜戦をコンセプトにしたDLCであり、舞台こそ本編に収録されているマップだが、時間帯が夜間に変更されている。
Zavod Graveyard Shift（夜間勤務）
「Zavod 311」での夜間戦闘となるマップで、構成に変更はない。工場内は非常に暗く、暗視スコープやフラッシュライトが重要となる。レボリューション要素として照明の破壊が追加されている。
Community Operations
一般ユーザーが参加できる公式主催のCommunity Map Projectで公募され、制作された初のマップを収録。
Operation Outbreak（オペレーション・アウトブレイク）
インドネシアスマトラ島のハラウ渓谷の密林地帯を舞台に米中両軍がジャングル戦を展開する。地形は「Dragon Pass」に似て東西に長く、一部では川が流れて平坦な地形だが、樹木が生い茂っているため視界が悪い。マップ内には崖上から流れる壮大な瀑布やその下の寺院・マップタイトルの由来にもなっている生物化学研究所・廃村などが存在する。Community Map Projectにおいて作成されたマップであり、DICE側が「山岳」「密林」「砂漠」の3つのマップコンセプトをインターネット上で提示し、一般ユーザーからの人気投票を行った。結果、「密林」マップが最も得票を獲得し、制作が決定した。開発中の名称は暫定的に「jungle」とされており、「Operation Outbreak」の名称も投票によって決定された。候補には「Ruins of Harau」「Sun Gokong Falls」などがあった。
「Final Stand」で特殊な条件を満たさなければ入手できなかったコンパウンドボウ「ファントム」がバトルピックアップとして登場し、毒ガス弾が装填された仕様になっている。
Legacy Operations
Dragon Valley 2015（ドラゴンバレー2015）
中国沿岸の渓谷部が舞台。『BF2』の「Dragon Valley」のリメイクマップであり、楼閣や集落、ダム、港湾施設などが各所に存在する。マップの随所には川が流れ、破壊可能な木造の橋が架けられている。港湾部には『BF3』で人気を博した「Noshar Canals」が再現されており、チームデスマッチやドミネーションなどの近接戦闘モードではこのコンテナの並ぶ港で戦闘が繰り広げられる。ほぼすべての種類のビークルが配置されており、本作における最大規模のマップである。

## 拡張パック
拡張パックは前作ではPS3版が先行配信されたが、今作ではXbox 360およびXbox One版が先行配信される。別売りのプレミアム会員になることで一般配信の2週間前に先行アクセス権を得られる。以下に記載される配信日時は日本時間に準拠。
China Rising
2013年12月3日に先行配信が行われ、一般配信は12月17日に発売。新マップ4枚・新ガジェット6種・新車両2種・新モード「エアー・シューペリオリティ」1種が追加された。初回予約購入特典には本DLCが同梱された。本来は2つ目のDLCとなる予定だったが、本作ではXbox One版が優先的に配信されるため、Xbox oneの発売が大幅に遅れた日本では「China Rising」が先に配信され、「Second Assault」が次いで配信された。
拡張パックのタイトルは「China Rising/中国崛起」と、中国を舞台としたマップでの戦闘など中国の逆襲という内容を表している。キャッチコピーは「雄大な中国の舞台を駆け抜けろ」。
Second Assault
2013年11月22日にXbox one版プレミアム会員向けに先行配信がされた。PS4/PS3/Xbox 360版は2014年2月18日に同時配信された。新マップ4枚・新ガジェット5種・新車両2種・新モード「キャプチャー・ザ・フラッグ」を追加。前作のBack To Karkandに当たるタイトルで、人気があった過去作品の「Caspian Border」「Operation Firestorm」「Operation Metro」「Gulf of Oman」の4マップが収録されている。
キャッチコピーは「フロストバイト3で甦るファンに支持された4種のマップ」。
Naval Strike
2014年3月25日先行リリース。南シナ海を舞台として海戦に特化したタイトル。新マップ4枚・新ガジェット7種・新車両2種・新モード「キャリア・アサルト」1種が収録された。本DLCの配信の前後に『BF4』のタイトル画面およびBattlelogの背景が「Naval Strike」仕様となった。
「Naval Strike」は「China Rising」での中国の反攻作戦を受け、アメリカ軍の劣勢を海戦にて覆すという内容となっている。キャッチコピーは「戦いは海上へ」。
Dragon's Teeth
2014年7月16日先行リリース。アジア太平洋地域各国の大都市を舞台に市街戦や歩兵戦を主とした内容である。新マップ4枚・新武器5種・新ガジェット2種・新モード「チェイン・リンク」が収録されている。DLC配信日時発表は通例、先行配信の数日前に行われるが、7月初旬に販売元である「Origin」の公式Twitterにて「Dragon's Teethの配信は7月15日」と誤って発表するハプニングが起きた。当該ツイートは直ちに削除されたが、誤発表の内容通り7月15日（日本時間7月16日）に配信された。
「Naval Strike」での反撃により、中国の占領地域に進攻した米軍を迎撃するという内容。キャッチコピーは「都市へと拡大した全面戦争に参加せよ」。
Final Stand
2014年11月19日先行リリース。中国本土で入手したロシア北方にて戦局を左右する兵器の開発が行われているとの情報を基に、開発を阻止すべく極寒の地に米軍が派遣されるという内容になっている。新マップ4枚・新ガジェット5種・新車両4種が追加された。本作でのDLCとしては唯一固有のゲームモードが収録されていない。
『BF2142』における架空の兵器やこれまで類を見なかった近未来的な武器が多数登場するほか、「雪」などの寒冷な気候が特徴的に演出されており、氷河期を迎えた近未来の地球を舞台とした同作との世界観の融合が図られている。キャッチコピーは「多くの火花を散らした戦争が劇的な終結を迎える」。
Weapon Crate Pack
2015年5月26日リリース。通称「春パッチ」。全機種を対象に一斉に無料配信がなされた。厳密には拡張パックではなく修正パッチであるが新武器や新ゲームモードの追加も実施され、拡張パックと遜色のない内容となっている。新武器は「AN-94」「Mare's Leg」「Groza-1」「Groza-4」「L86A1」の5種類、新モードは「ガンマスター」1種類が追加された。また、マルチプレイ時のラグやプレイヤーの動きが巻き戻されるラバーバンド現象などが修正され、プレイヤーがアクション時に自動的に発するコールアウトが敵プレイヤーに聞こえなくなったり、被弾箇所によって着弾音が変化したりするなどゲームバランスが調整された。
Night Operations
2015年9月1日リリース。全機種を対象にDLC初の完全無料で配信された。夜戦をコンセプトにしたDLCで、リメイクされたマップ「Zavod Graveyard Shift」が追加された。マップはこの他に「Siege of Shanghai」のリメイク「Infiltration Shanghai」及び「Golmud Railway」の夜間マップがCTEにて一時配信されていたが本DLCでは配信されず、2016年3月にリリースの中止が発表された。
2014年12月1日に、バトルフィールドの公式Twitterにてゾンビを題材にしたテレビドラマ「ウォーキング・デッド」のハッシュタグを用いたツイートがなされ、『コール オブ デューティシリーズ』のようなゾンビモードの実装が噂される一幕があった。キャッチコピーは「暗闇での戦闘に挑め」。
Community Operations
2015年10月27日リリース。前日実施された秋パッチとともに配信された。本DLCはNight Operationsに引き続き無料である。CTEにて一般ユーザーからの意見を取り入れて制作されたジャングルマップ「Operation Outbreak」のほか、新武器1種が追加された。キャッチコピーは「熾烈なジャングル戦に身を投じる覚悟はあるか？」。
Legacy Operations
2015年12月15日リリース。無料DLC第3弾であり、修正パッチである「ホリデーパッチ」とともに配信された。過去作のリメイクマップ「Dragon Valley 2015」を収録し、パッチでは分隊長解任システムの導入をはじめ、ガジェット及びビークルの性能調整やバグの修正などがなされた。ハード容量の問題上、本DLCよりPS3・Xbox 360版の無料DLC配信が終了となることが決定された。

## 中国政府による発売禁止処分
2013年12月、中国政府は「バトルフィールド4」を中国国内において発売禁止処分とした（中国大陸）。

## 不具合や問題点など
発売当初よりシングルプレイのデータ消失バグやマルチプレイでのフリーズなどが大きな問題となっており、繰り返し改善パッチの配布がなされた。
シングルプレイに関しての問題点は多くなかったが、マルチプレイに関しては非常に多数のバグや問題が発生した。大半はラグに伴うものやクライアントが強制的に終了する、操作不能に陥るといった類ではあるが、致命的な物ではOSを巻き込んでフリーズする、マルチプレイではゲームサーバー自体がダウンしてしまい、全てのプレイヤーがサーバーから弾き出されることも多々発生した。これらは運営によって謝罪が行われ、お詫びとしてXPの獲得が一定期間倍になったり、特別なアクセサリを送付するといった対応が全プレイヤーに対して行われた。
またこれらのバグとは別枠で、武器の表示されているスペックと実際の性能が異なったりすることも多々発生し順次修正された。バリスティックシールド（防弾盾）が、PS3およびXbox 360のメモリ問題に足を引っ張られる形で、本来予定していた性能が削られるということも発生した。
2014年9月30日の大型アップデートにおいて、問題となっていた各種バグの最終的改善、マルチプレイでのゲームバランスの適正化を目的とした各ガジェットのダメージ調整やマップ構造・ビークル配置の変更などが大規模に行われた。しかしながらその後も度々バグが報告されており、全ての問題が解決したとは到底いい難い状況にある。
PS4版の販売に伴い、数々の問題点を販売直前まで公表していなかったとしてEA社に対してアメリカで法的訴訟を起こした弁護士事務所が発生する事態となった。